# Bivanga

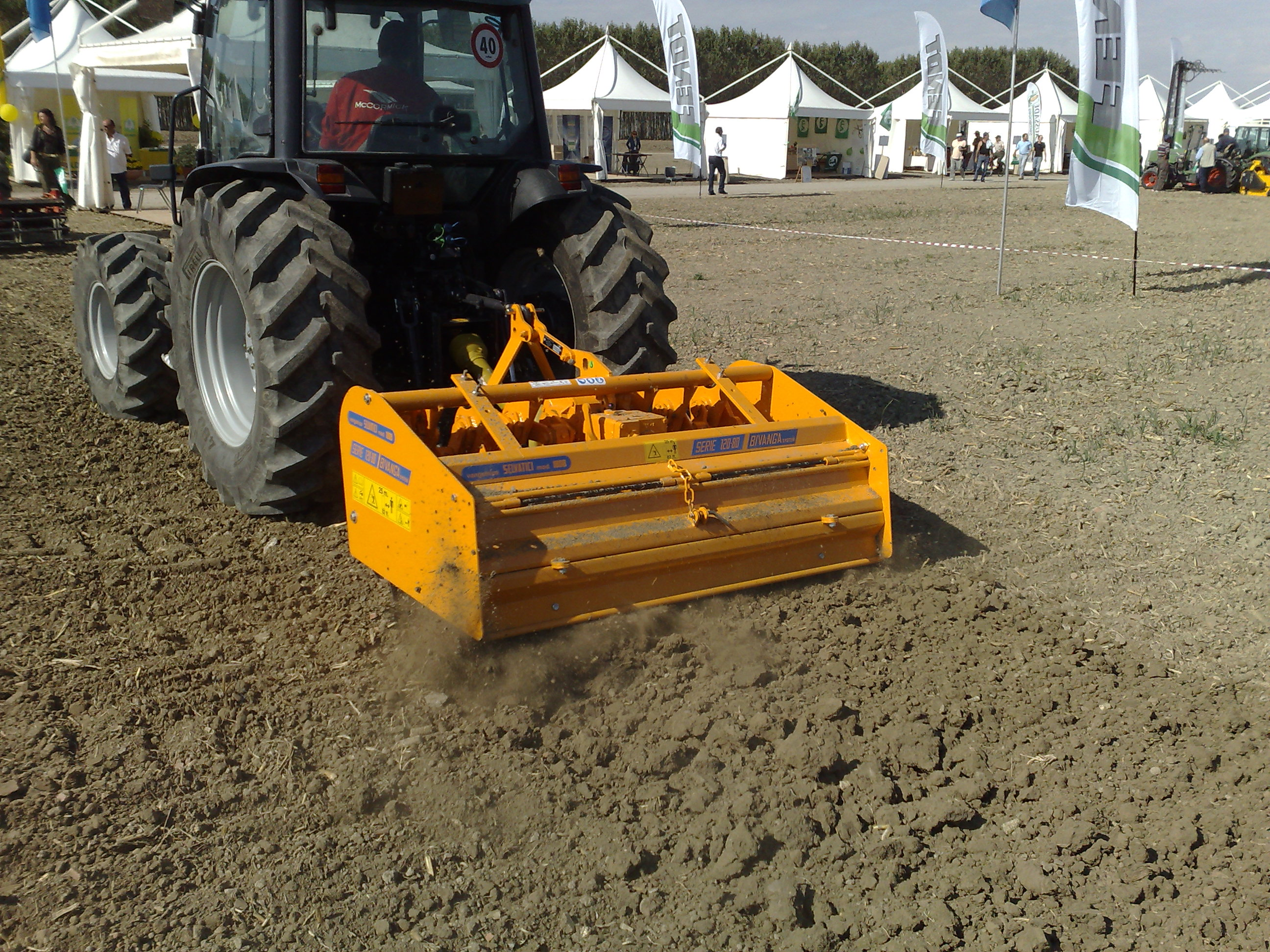

La bivanga è un attrezzo agricolo, evoluzione della vangatrice. 
La bivanga, essendo dotata di una doppia fila di utensili, può lavorare ad una profondità fino al doppio di quella della semplice vangatrice o, in alternativa, raddoppiare la velocità di avanzamento.

## Storia
Attrezzo moderno, presentato al pubblico alla fiera Eima International nel 1987 dalla ditta Selvatici. 
Sempre nell'edizione del 1987 riceve il premio di novità tecnica dell'EIMA.
È stato tra i primi attrezzi riconosciuti innovativi dalla Legge 752.

## Caratteristiche
La seconda vanga, al momento in cui avviene il movimento di risalita, esercita un importante effetto di rotazione che:
- interra in profondità anche gli stocchi più lunghi accelerandone la decomposizione.
- interra in profondità concime o letame.
- interra tutti i residui (foglie, arbusti, ecc.) accumulati nelle colture precedenti.
- esercita un'ulteriore frantumazione del terreno.
- grazie all'azione del livellatore, la bivanga consente di ottenere con una sola passata il terreno pronto per la semina.